# Смоленская церковь (Обоянь)
Храм Смоле́нской ико́ны Бо́жией Ма́тери — православный храм в городе Обояни Курской области, построенный в 1790 году и расположенный по адресу улица III Интернационала, 18. Памятник архитектуры регионального значения.

## История

### Предыстория и строительство
Первое упоминание о смоленской церкви города Обояни относится к 1774 году. Год постройки первого здания церкви не установлен. Современный каменный храм возведён усилиями прихожан в 1790 году; по имеющимся данным, он построен на месте старого деревянного кладбищенского Георгиевского храма, который упоминался ещё в 1692 году. Старый Георгиевский храм был разобран из-за ветхости, а одноимённая церковь была возобновлена на кладбище за городом.

### До Октябрьской революции
В 1825 году Смоленский храм принимал на ночь гроб с телом умершего императора Александра I: через Обоянь из Таганрога направлялось траурное шествие с прахом монарха. В 1845 году к Смоленскому храму пристроили два придела, а в 1849 году — колокольню. Вплоть до постройки нового Свято-Троицкого собора в конце XIX века Смоленская церковь оставалась самой вместительной в городе. В 1914 году храм был отремонтирован.
За Смоленским храмом в 1892 году числилось 91 десятина 149 саженей отведённой или подаренной земли, в том числе 45 десятин пахотной земли в Пушкарной слободе. К приходу Смоленской церкви относились часть города Обояни и пригородная Стрелецкая слобода: в 1915 году приход составляли 245 домов с проживавшими в них 1382 прихожанами в городе и 267 крестьянских дворов с 1885 прихожанами в слободе. При храме действовала церковно-приходская школа, в которой на 1915 год учился 141 мальчик, а учителем был протоиерей А. А. Сахаров.

#### Внутренне убранство и внешний вид в дореволюционные годы
В храме было три престола. Главный престол был освящён во имя Смоленской иконы Божией Матери, правый престол — во имя Иоанна Устюжского, левый — во имя великомученицы Параскевы. Церковь была расписана изнутри, имела богатые деревянные вызолоченные иконостасы: шестиярусный главный, а два других — четырёхъярусные. На царских вратах имелось 6 небольших икон в серебряных позолоченных ризах. На главном иконостасе были иконы Спасителя, Сошествия Святого Духа, Тихвинской Божией Матери, Смоленской иконы Божией Матери, святого Николая Чудотворца, Божией Матери — Утоли Моя Печали, великомученицы Параскевы, Тайная вечеря — почти все в золочёных ризах. В южном приделе и киотах располагались иконы святого Иоасафа Белгородского и Серафима Саровского в серебряной золочёной ризе. В трапезной и под куполом напротив алтаря были трёхъярусные люстры, а в главном алтаре и приделах — одноярусные. В храме имелось отопление.
Снаружи стены храма были оштукатурены, а крыша покрыта железом. На колокольне находилось 10 колоколов: 3 больших (весом 498 пудов 20 фунтов, 156 пудов 20 фунтов, 35 пудов 20 фунтов) и 7 малых. У храма располагалась окрашенная каменная холодная часовня, также покрытая железом. Храм был обнесён каменной оградой с двумя железными воротами, внутри которой располагались здание церковно-приходской школы и сдававшийся внаём жилой флигель (арендная плата за него шла на содержание школы). За храмом находился сад, который также сдавался в аренду.

### После Октябрьской революции
После принятия декрета СНК РСФСР от 23 января (5 февраля) 1918 года Смоленская церковь продолжала функционировать на основании устава и договора, заключённого религиозной общиной с органами советской власти. В соответствии с декретом ВЦИК от 23 февраля 1922 года из храма было изъято 90 предметов, имевших общий вес 6 пудов 35,5 фунтов, среди которых были обложки с евангелий, священные сосуды, ризы с 51 иконы и другие. Риза была оставлена лишь на одной иконе: сместо неё был сдан серебряный лом соответствующего веса.
В ноябре 1929 года храм был закрыт, однако в начале 1930-х годов всё же с перерывами функционировал, пока в 1933 году не был занят под склад Заготзерно без соблюдения требований законодательства о культах. Уже в октябре 1935 года культовая комиссия президиума облисполкома приняла решение о возвращении здания церкви общине верующих, однако практической реализации этого решения не последовало. 3 июня 1940 года облисполком принял решение о закрытии Смоленского храма как недействующего с 1933 года и о передаче его здания для использования в культурных целях. Однако здание продолжали использовать под зерносклад, склад керосина и как складское помещение горторга. К 1956 году нижние окна здания были заложены кирпичом, трубы калориферного отопления разрушены.
Приход Смоленского храма воссоздан в 1991 году, а 26 сентября 1997 года была официально зарегистрирована религиозная организация Православный приход храма Смоленской иконы Божией Матери.

## Архитектура и убранство храма
Одноэтажный кирпичный одноглавый храм с колокольней, высокий четверик, перекрытый куполом с люкарнами.